# Олбані (Нью-Гемпшир)
Олбані (англ. Albany) — місто (англ. town) в США, в окрузі Керролл штату Нью-Гемпшир. Населення — 759 осіб (2020).

## Демографія
Згідно з переписом 2010 року, у місті мешкало 735 осіб у 318 домогосподарствах у складі 205 родин. Було 560 помешкань
Расовий склад населення:
| - 97,0 % — білих - 0,5 % — корінних американців - 0,4 % — чорних або афроамериканців - 0,4 % — азіатів |

До двох чи більше рас належало 1,5 %. Частка іспаномовних становила 1,4 % від усіх жителів.
За віковим діапазоном населення розподілялося таким чином: 18,5 % — особи молодші 18 років, 63,9 % — особи у віці 18—64 років, 17,6 % — особи у віці 65 років та старші. Медіана віку мешканця становила 45,6 року. На 100 осіб жіночої статі у місті припадало 100,8 чоловіків;  на 100 жінок у віці від 18 років та старших — 103,1 чоловіків також старших 18 років.
Середній дохід на одне домашнє господарство  становив 71 824 долари США (медіана — 58 750), а середній дохід на одну сім'ю — 80 786 доларів (медіана — 75 833). Медіана доходів становила 46 563 долари для чоловіків та 42 500 доларів для жінок. За межею бідності перебувало 18,3 % осіб, у тому числі 24,1 % дітей у віці до 18 років та 11,3 % осіб у віці 65 років та старших.
Цивільне працевлаштоване населення становило 367 осіб. Основні галузі зайнятості: освіта, охорона здоров'я та соціальна допомога — 21,0 %, мистецтво, розваги та відпочинок — 20,2 %, будівництво — 14,7 %, роздрібна торгівля — 10,4 %.